# ガーフィッシュ
ガーフィッシュ Belone belone（英: Garfish）は、ダツ目ダツ科に属する魚類。Belone はギリシャ語で「針」を意味する。北・中央アメリカに分布するガーパイク（またはガー）、同じダツ目のハマダツと体形が似ているが、系統はまったく異なる。

## 形態
体は細長く、体長は50 - 75cmで、最大で93 cm、1300 gに達する。顎は細長く、鋭い歯がある。胸鰭、背鰭、尻鰭は体の後方にあり、背鰭と臀鰭は対称的。側線は低い位置にある。体色は背側が青緑色、腹側が銀灰色で、骨は緑色。背鰭は16-20軟条、臀鰭は19-23軟条。

## 分布・生態
北東大西洋、カリブ海、地中海、バルト海、黒海に分布する。表層魚であり、汽水域にも生息し、サバと似た回遊パターンを持つ。北海のガーフィッシュは、4月から5月に浅瀬に移動し、5月から6月に藻場などで産卵する。秋には外海に戻る。海岸近くでニシン、イカナゴ、トゲウオなどの小魚、甲殻類を食べる。卵生で、卵は表面の付着糸で、海中の物体に接着される。幼魚は浅場で成長する。

## 人との関わり
骨はビリベルジンを含むために緑色をしており、食べる人をためらわせるが、無害である。浅い海の定置網で主に漁獲される。揚げても焼いても美味。吻は鋭いため、飛び出してくると危険。

## 亜種
基亜種を含めて4亜種に分けられる。各亜種の分布域は次の通り。
- B. b. belone (Linnaeus, 1761) - 北東大西洋
- B. b. euxini Günther, 1866 - 黒海・アゾフ海
- B. b. acus Risso, 1827 - 地中海からカナリア諸島・アゾレス諸島・カーボベルデ
- B. b. gracilis Lowe, 1839 - フランス・カナリア諸島・地中海の一部

## シノニム
- Esox belone Linnaeus, 1761
- Belone belone belone (Linnaeus, 1761)
- Belone bellone (Linnaeus, 1761)
- Belone longirostris Schinz, 1822
- Belone acus Risso, 1827
- Belone vulgaris Fleming, 1828
- Belone rostrata Faber, 1829
- Hemiramphus europaeus Yarrell, 1837
- Belone gracilis Lowe, 1839
- Belone belone gracilis Lowe, 1839
- Hemiramphus balticus Hohnbaum-Hornschuch, 1843
- Hemiramphus behnii Hohnbaum-Hornschuch, 1843
- Belone vulgaris Valenciennes, 1846
- Belone undecimradiata Budge, 1848
- Hemiramphus obtusus Couch, 1848
- Macrognathus scolopax Gronow, 1854
- Belone euxini Günther, 1866
- Belone belone euxini Günther, 1866
- Belone cornidii Günther, 1866
- Belone linnei Malm, 1877